# Electroluminiscencia

Animación de un LCD, con y sin retroiluminación.

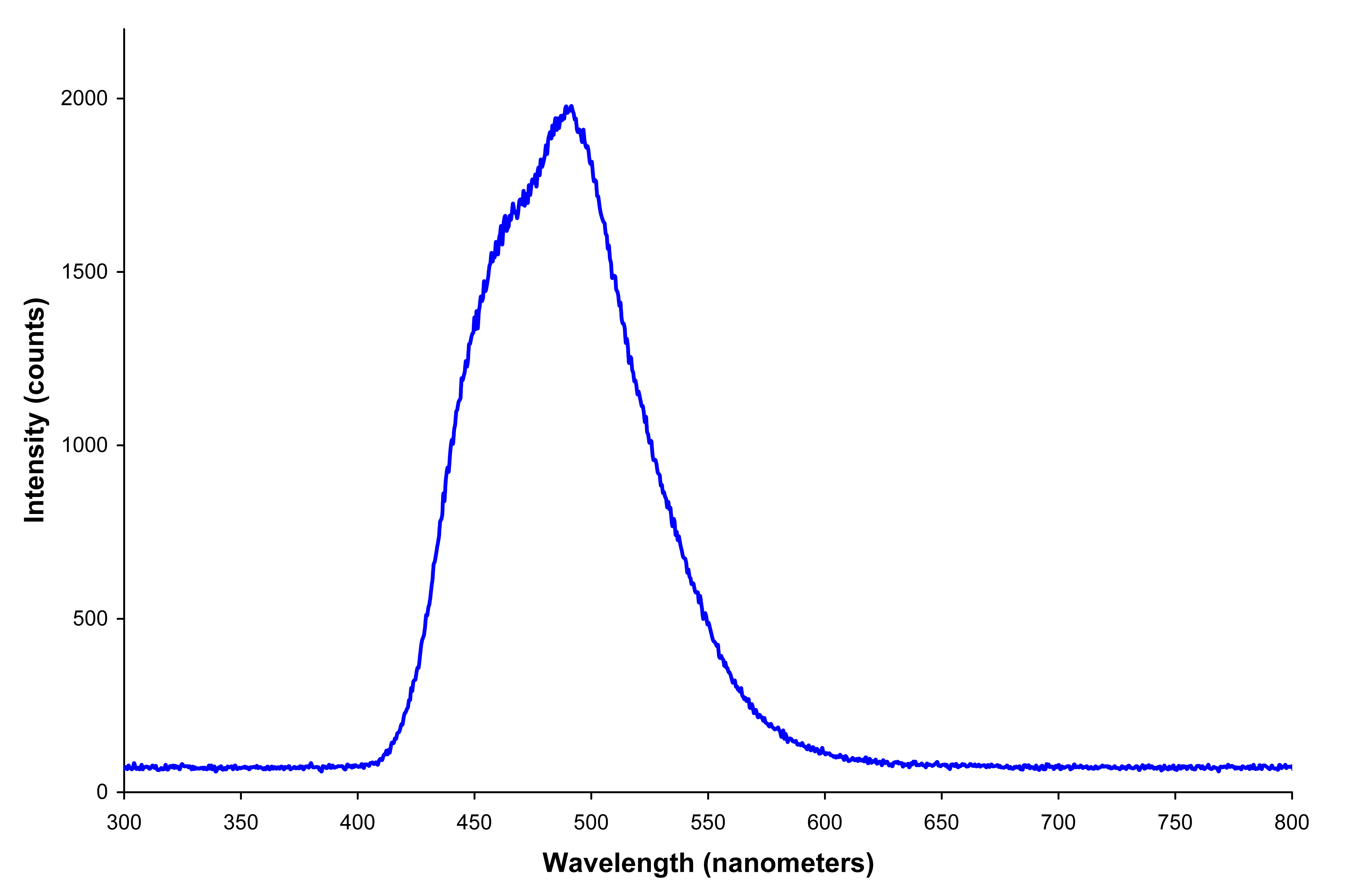
Espectro de una fuente electroluminiscente azul-verde para un radio reloj (similar al de la imagen de arriba). La longitud de onda del máximo del pico es de 492 nm, y su ancho en altura media del orden de 85 nm, es decir, relativamente ancho.

La electroluminiscencia es un fenómeno óptico y eléctrico en el cual un material emite luz en respuesta a una corriente eléctrica que fluye a través de él, o por causa de la fuerza de un campo eléctrico. Debe distinguirse de la emisión de luz por causa de la temperatura (incandescencia), por causa de la acción de productos químicos (quimioluminiscencia) o de otros fenómenos que también pueden generar luz.
Se pueden encontrar ejemplos de la electroluminiscencia en las bombillas fluorescentes y LED, que están dentro de la rama de las fuentes luminiscentes.

## Historia
La electroluminiscencia probablemente pudo haber sido puesta en evidencia en un globo de azufre en rotación frotado a mano desarrollado en la década de 1660 por Otto von Guericke, un precursor de las máquinas eléctricas de fricción. Jean Picard observó en 1675 la luz barométrica, un resplandor verdoso que aparece en el espacio vacío de un barómetro de mercurio cuando se agitaba. Jean Bernoulli y Francis Hauksbee se apoyaron a principios del siglo XVIII en ese fenómeno llamado «fósforo mercurial».
Pero fue Henry Joseph Round, queriendo mejorar la  amplificación de las señales de radio mientras experimentaba con distintas sustancias en detectores de puntas de contacto —detector descubierto por Greenleaf Whittier Pickard—, quien hizo pasar una corriente eléctrica y vio, por primera vez, que ciertos semiconductores, tales como el carburo de silício, emitían luz. Esta es la primera vez que se hace mención sobre la electroluminiscencia, el principio básico de los ledes (light emiting diodes) o diodos emisores de luz. Round, sorprendido por el fenómeno, envió una breve nota descriptiva a la revista Electrical World, que se publicó el 9 de febrero de 1907. La nota dice así:

A los Editores de Electrical World:

Durante una investigación del paso asimétrico de la corriente a través de un contacto de carburo de silicio (Carborundun) y otras sustancias, un curioso fenómeno fue observado.
Aplicando una tensión de 10 V entre dos punto de un cristal de carburo de silicio (SiC), este produjo un resplandor de color amarillento. Solamente uno de los especímenes produjo un brillante resplandor con esta baja tensión, pero con 110 voltios se encontró una gran cantidad de puntos que producían luz. En algunos cristales sólo las esquinas proporcionaban un resplandor de luz y otros en vez de producirse una luz amarilla se producían de color verde, naranja o azul. En todos los casos comprobados, el resplandor parecía proceder del polo negativo, una brillante chispa azul aparecía en el polo positivo. En un único cristal, si el contacto se hace cerca del centro con el polo negativo y el positivo en cualquier otra parte (de la muestra de carburo de silicio), sólo una sección del cristal resplandecerá.

Parece haber alguna conexión entre el efecto arriba descrito y la fuerza electromotriz (F.E.M) producida por una unión de carburo de silicio y otro conductor cuando se calientan por medio de una corriente continua o alterna; pero este nexo puede ser únicamente secundario como una explicación obvia de la fuerza electromotriz mediante el efecto termoeléctrico (pila Peltier).
El autor agradecería referencias de otras publicaciones relativas a este fenómeno. Nueva York, N. Y.

Las pruebas de Round, al aplicar tensión sobre semiconductores, tenían por misión mejorar la amplificación de las señales de radio, en aquellos años los receptores de radio (radios de galena) funcionaban sin baterías; hay que hacer notar que en la época de Round no se disponía de amplificadores de radiofrecuencia y aunque Edison había descubierto el fenómeno que lleva su nombre aún se tardarían varios años hasta que se descubriese el diodo y sus aplicaciones a la radio.